# Lake Holiday (Indiana)
Lake Holiday es un lugar designado por el censo ubicado en el condado de Montgomery en el estado estadounidense de Indiana. En el Censo de 2010 tenía una población de 910 habitantes y una densidad poblacional de 126,43 personas por km².

## Geografía
Lake Holiday se encuentra ubicado en las coordenadas 39°57′49″N 86°57′36″O / 39.96361, -86.96000. Según la Oficina del Censo de los Estados Unidos, Lake Holiday tiene una superficie total de 7.2 km², de la cual 6.67 km² corresponden a tierra firme y (7.27%) 0.52 km² es agua.

## Demografía
Según el censo de 2010, había 910 personas residiendo en Lake Holiday. La densidad de población era de 126,43 hab./km². De los 910 habitantes, Lake Holiday estaba compuesto por el 99.45% blancos, el 0.22% eran afroamericanos, el 0% eran amerindios, el 0% eran asiáticos, el 0% eran isleños del Pacífico, el 0.33% eran de otras razas y el 0% pertenecían a dos o más razas. Del total de la población el 0.44% eran hispanos o latinos de cualquier raza.